# Batalla de Eylau
La batalla de Eylau tuvo lugar entre el 7 de febrero y el 8 de febrero de 1807, y fue un sangriento choque entre las fuerzas del Emperador Napoleón I de Francia y la mayor parte del ejército ruso bajo el mando del general Bennigsen.
Eylau fue la primera prueba seria para la Grande Armée, la cual había demolido en las dos campañas anteriores a los ejércitos de las grandes potencias europeas en la batalla de Austerlitz (Austria, diciembre de 1805) y en la batalla de Jena-Auerstädt (Prusia, octubre de 1806).

## Preludio
Con el ejército prusiano reducido a un puñado de fugitivos tras Jena y Auerstädt, Napoleón ocupó las mayores ciudades alemanas y marchó hacia el este en persecución de las restantes fuerzas que aún se le oponían: los rusos bajo el mando del frágil mariscal de 75 años Mikhail Kamensky. Kamenski no era partidario de presentar batalla y se fue retirando, dejando entrar al ejército francés en Polonia sin casi resistencia. Tras una serie de poco concluyentes encuentros, las tropas de Napoleón se establecieron en cuarteles de invierno en Polonia para recuperarse tras una victoriosa pero agotadora campaña.
En enero de 1807, las fuerzas rusas ahora bajo el mando del General Bennigsen, avanzaron rápidamente hacia el oeste tratando de sorprender al primer cuerpo del ejército francés comandado por el Mariscal Bernadotte. Con su ingenio acostumbrado, Napoleón volvió la situación en su propia ventaja, ordenando a Bernadotte retirarse ante las fuerzas de Bennigsen, y maniobrando en secreto con el grueso del ejército para que convergieran y cortaran la retirada rusa. Los planes franceses cayeron en manos rusas, aunque finalmente Bennigsen sólo pudo retirarse de nuevo (esta vez a través de una serie de agotadoras marchas nocturnas) evitando la trampa.
A principios de febrero, los dos ejércitos se encontraban de nuevo próximos, y los rusos se desplazaron a la bahía cercana a Eylau. Durante la persecución, tal vez influenciado por el endemoniado estado de las carreteras polacas, el salvaje clima invernal y la relativa facilidad con la que sus fuerzas habían acabado con Prusia, Napoleón permitió a su ejército una mayor dispersión de la acostumbrada. En contraste, las tropas de Bennigsen se encontraban mucho más concentradas. Como consecuencia de ello, al momento de la batalla general el Emperador tendría dificultades para concentrar sus tropas sobre el enemigo.

## Primer día

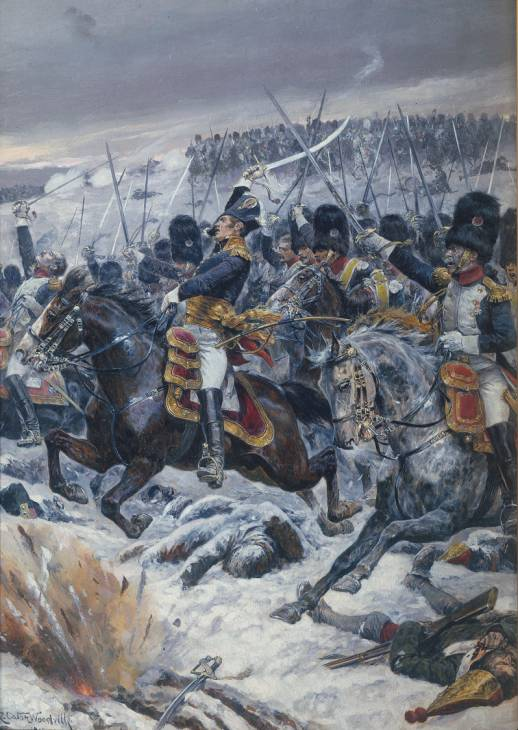
Mariscal Michel Ney en Eylau

La infantería del Mariscal Soult y la caballería del Mariscal Murat fueron las primeras formaciones francesas en llegar a Eylau, sobre las 14:00 del día 7. Durante la tarde fueron reforzados por la infantería del Mariscal Augereau y por la Guardia Imperial, alcanzando la cifra de 45 000 soldados en total. Bennigsen tenía 67 000 tropas rusas con 460 cañones ya preparados (cuando los franceses únicamente contaban con 200). Los rusos esperaban ser reforzados por el destacamento prusiano de L'Estocq, con 9000 hombres, y los franceses esperaban los refuerzos del Mariscal Davout, con el tercero de infantería (victorioso en la batalla de Auerstädt, pero que ahora sólo contaba con 15 000 hombres), y las fuerzas del Mariscal Michel Ney, con 14 000 infantes, que seguían a los prusianos. El primero de infantería de Bernadotte se encontraba demasiado alejado para tomar parte en la batalla.
La batalla comenzó cuando las fuerzas francesas avanzaron para ocupar la localidad de Eylau. En este punto, los historiadores acreditados difieren sobre los motivos. Napoleón dijo posteriormente que se hizo a orden suya. El avance tenía el doble objetivo de contener a las fuerzas rusas para prevenir una nueva retirada, y proveer a la tropa de un refugio contra el terrible frío. Otras evidencias sugieren sin embargo que el avance no fue planeado, sino que ocurrió por una indisciplinada escaramuza que los mariscales Soult y Murat no habían podido detener. De acuerdo con el capitán Marbot, una fuente no del todo fiable,[cita requerida] el Emperador dijo al Mariscal Augereau que no le agradaría un combate nocturno, y que quería esperar hasta la mañana para poder contar con las fuerzas de Davout que llegaban por el flanco derecho y con las de Ney por el izquierdo, y que el terreno elevado frente a Eylau era una posición buena y defendible donde esperar los refuerzos.
Cualquiera que fuera la causa de la lucha el primer día, rápidamente se extendió en un largo y amargo enfrentamiento que continuó hasta bien avanzada la noche y que tuvo como resultado 4000 bajas por cada bando antes de que Bennigsen ordenara a las fuerzas rusas retirarse un corto trecho. A pesar de la posesión del pueblo, la mayoría de los franceses pasaron la noche a campo abierto, al igual que los rusos. Ambos bandos estaban sin alimentos: los rusos debido a su habitual desorganización, y los franceses debido a problemas con las carreteras, el tiempo y el agolpamiento de tropas que corrían hacia la batalla.
Las tropas rusas destacadas por Bennigsen lucharon con gran decisión lideradas por oficiales de la talla de Piotr Bagratión y Mijaíl Barclay de Tolly. Pese a verse superadas numéricamente, estas unidades consiguieron prolongar la lucha y le dieron así un tiempo valioso al grueso del ejército ruso para desplegarse al oeste de la ciudad. En un momento, los rusos perdieron la villa y gracias a la llegada de la Brigada de Infantería liderada por el Mayor General Somov consiguieron recuperarla de manos de los franceses. Pero en plena noche y con Barclay de Tolly ya herido, los rusos se retiraron dejando la población definitivamente en manos de los franceses.
Sobre la extrema dureza de los combates de este primer día, que serían un presagio de los que ocurrirían al día siguiente, Sir Walter Scott (en “La vida de Napoleón Bonaparte, emperador de los franceses”, Tomo IX, 1827) señalaría:
“Atravesando Landsberg, para llegar al sitio designado, la retaguardia rusa, atacada vivamente por los Franceses, hubiera sufrido grandes pérdidas sin el valor del príncipe Bagration, que reparó con la fuerza de las armas la imprudencia que habían tenido de empeñarse en las calles estrechas de un pueblo en presencia de un enemigo avisado y emprendedor. Los Rusos perdieron tres mil hombres en esta ocasión. El 7 de febrero el mismo príncipe alcanzó con la retaguardia rusa, sobre la vanguardia francesa, ventajas que rescataron la desgracia de Landsberg, y dieron a todo el ejército el tiempo de atravesar la ciudad de Preuss Eylau y de tomar posición detrás de aquella ciudad. Tenía Bennigsen la intención de ocupar aquella plaza por sí mismo, y con este designio había dejado tropas en ella; pero en medio de la confusión inevitable en los movimientos de un ejército tan numeroso, fueron mal entendidas las órdenes del general, y el cuerpo que había quedado en la ciudad la evacuó luego que atravesó la retaguardia.
Una división rusa tuvo orden de volver a entrar en Preuss Eylau; halló a los Franceses dueños de ella, los desalojó y fue desalojada a su vez por otra columna francesa a quien Buonaparte había prometido el saqueo de la plaza. Los Rusos hicieron una tercera tentativa; porque Bennigsen deseaba ocupar al enemigo en aquel punto hasta la llegada de su artillería gruesa, que venía por otro camino. Entonces hubiera querido cesase la lucha empeñada para apoderarse de Preuss Eylau; pero fue imposible moderar el ardor de las columnas rusas, que continuaron avanzando tambor batiente, se precipitaron en la ciudad, sorprendieron a los Franceses en el momento del saqueo y mataron muchísimos a bayonetazos. Preuss Eylau, a pesar de eso, no ofrecía una garantía militar; ninguna obra defendía las avenidas. Los Franceses se acercaron favorecidos con las desigualdades que presenta el terreno que la rodea, dirigieron su fuego sobre las casas, e hicieron sufrir alguna pérdida a los rusos. El general Barclay de Toll y fue herido, volvió a retirar sus tropas, y la ciudad quedó definitivamente en poder de los franceses. La noche puso fin al combate, que se renovó al siguiente día con tres veces más furor que la víspera”.
Jean Thiry, en "Eylaud, Friedland, Tilsit" (publicado en 1964), realiza un relato del caso: la confusión imperante durante las acciones de esa tarde noche en los alrededores y dentro de la ciudad. Según las versiones que recoge, Barclay de Tolly había llegado a recuperar el cementerio de la ciudad, pero el 26.º regimiento de línea había resistido en la villa hasta que la brigada comandada por Viviés recapturó el cementerio.

## Segundo día

### Primeros enfrentamientos
Con el amanecer llegaron las primeras luces, aunque hubo poco calor y casi nada de visibilidad: las densas nubes de tormenta continuaron durante todo el día. Las fuerzas enemigas ocupaban dos crestas paralelas, y poco después de las 8:00 iniciaron el duelo de artillería, donde los franceses, pese a contar con menos de la mitad de piezas que sus oponentes, tuvieron la mejor parte debido, sobre todo, a la mayor dispersión de sus tropas y la mayor destreza de sus artilleros. Sin fuerzas suficientes para desarrollar un plan mejor, Napoleón ordenó el segundo día a la infantería que lucharan en un ataque frontal dirigido por Soult y Augereau apoyados por tanta artillería como pudieran reunir. Seguro de que sería costoso, lo había calculado para ralentizar el ataque ruso hasta que la infantería de Davout tuviera tiempo de llegar por la derecha.
En respuesta, Bennigsen lanzó un gran ataque sobre el flanco izquierdo francés, que pronto obligó a las sobrepasadas fuerzas de Soult a retroceder, y una serie de acciones de la caballería contra la vanguardia de Davout, que comenzaban a llegar muy por la derecha. Napoleón hizo avanzar al 7o. Cuerpo de Augereau, uniéndole la división de Saint-Hilaire (del cuerpo de Soult) y arrojándolos sobre el flanco izquierdo ruso con la intención de permitir a Davout el despliegue y reducir la presión sobre las tropas de Davout.
Augereau se encontraba muy enfermo, y tuvo que ser ayudado a subir a su caballo. Puede que por ello empleara una compleja formación que pronto se vio irremisiblemente perdida en la nieve. En medio de la tormenta de nieve que se desató (y que les daba de cara a los franceses) las columnas de 7o. cuerpo viraron erróneamente más al Norte y avanzaron hacia el centro del ejército ruso. Esta tormenta incluso les hizo caer bajo el fuego de la propia artillería francesa. Estas columnas fueron a dar directamente enfrente de las masivas baterías rusas con 70 cañones. Mientras tanto, la división de Saint-Hilaire avanzando en la dirección correcta, no consiguió tener mucho éxito.
Las tropas de Augereau fueron prácticamente barridas. Bennigsen consiguió la completa ventaja del combate, cayendo sobre este cuerpo y la división de Saint-Hilaire con más caballería y conduciendo a su infantería de reserva al ataque del devastado centro francés. Augereau y los pocos miles de supervivientes de su cuerpo volvieron a Eylau, donde fueron atacados nuevamente por una columna de infantes rusos. En un momento dado, el mismo Napoleón, usando la torre de la iglesia como puesto de mando, estuvo a punto de ser capturado, pero los miembros de su escolta personal sostuvieron a los rusos el tiempo justo para que las brigadas de la Guardia Imperial llegaran a socorrerlos. En este momento el Emperador francés lanzó un escuadrón de caballería de la Guardia por la izquierda y a una parte de la Guardia a pie cargando a la bayoneta contra esta columna que fue aniquilada.
Pero el centro francés estaba casi roto. En una jugada desesperada, Napoleón recurrió a sus únicas reservas: ordenó una carga frontal por Murat y sus 11 000 efectivos de caballería de reserva, asistidos por la Guardia Imperial, el último cuerpo ileso que quedaba de las tropas francesas.

### La caballería de Murat

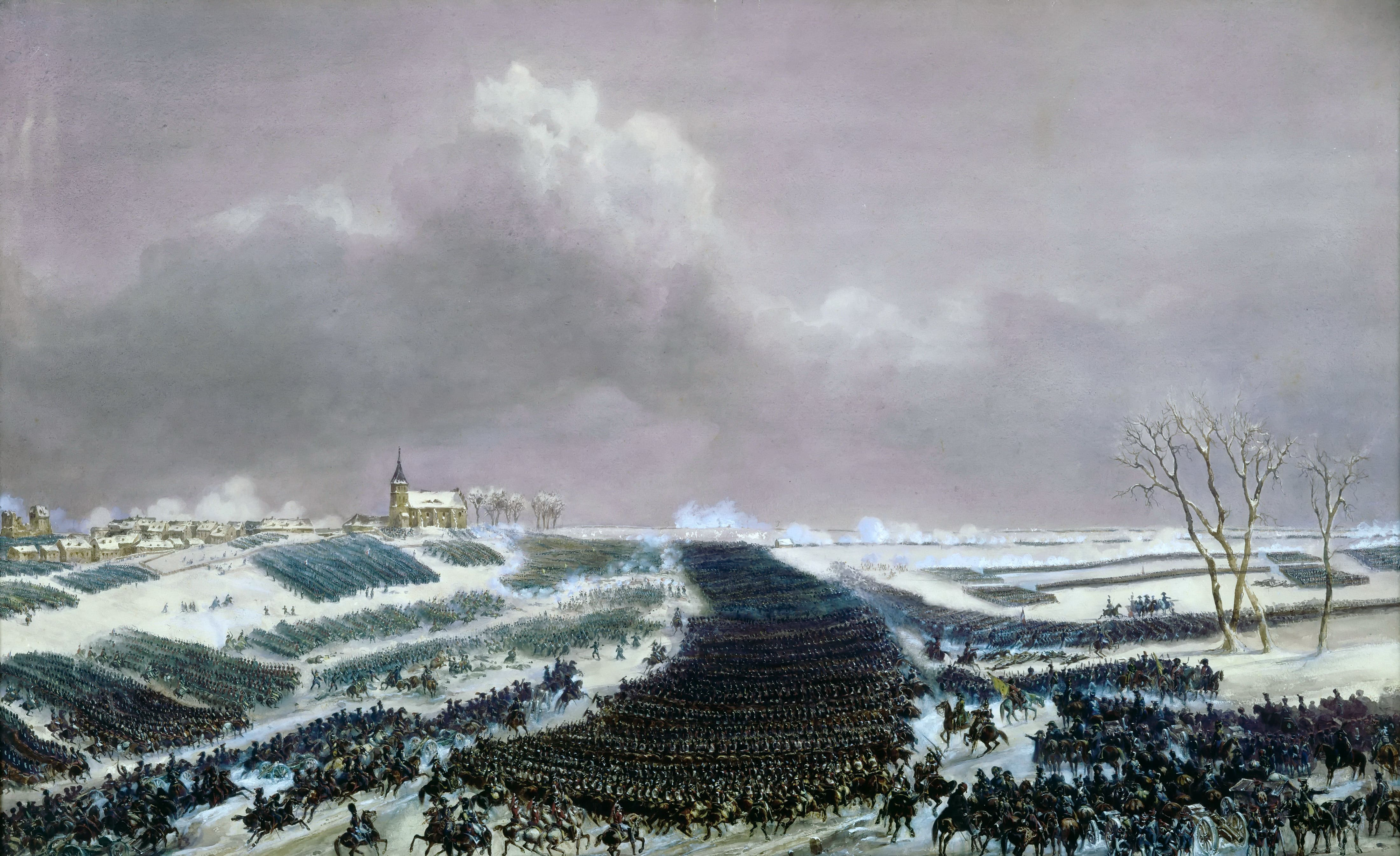
Pintura de Simon Fort donde figura una de las mayores y más espectaculares cargas de caballería de la Historia.

Así se inició una de las más grandes cargas de caballería jamás recordadas. Los escuadrones de Murat barrieron a la infantería rusa alrededor de Eylau, y luego se dividieron en dos alas. Una cargó contra el flanco de la caballería rusa que atacaba a la división de San Hilario, y la otra sobre la infantería rusa en el área donde las tropas de Augereau se habían hecho fuertes. No contentos con estos dos fuertes vendavales, la caballería se reagrupó y cargó derecha contra el centro ruso, volvió a reagruparse, girar y atacar de nuevo, cargando contra los cañoneros que habían destruido al séptimo cuerpo, antes de retirarse bajo la protección de la caballería de la Guardia Imperial. Murat perdió 1500 soldados de caballería bien entrenados, pero aliviaron la presión sobre Augereau, Saint-Hilaire y Soult, y evitaron la victoria rusa el tiempo suficiente para permitir a Davout tomar parte en la batalla.
Nunca antes la caballería francesa había tenido tanta relevancia. En parte, esto se debió a que, en primer lugar, los hombres de Murat iban montados sobre algunos de los mejores caballos de Europa, recientemente requisados tras el saqueo de la conquista de Prusia.
Las tropas de Davout se encontraban ahora en posición para empezar a aplicar una fuerte presión sobre el ala derecha rusa. A pesar del importante desgarro en el centro de las filas rusas, Napoleón declinó continuar tras las cargas de Murat con un avance de la Guardia. Un movimiento como este podría haberle dado la victoria en la batalla, pero Napoleón estaba bien prevenido sobre los 9.000 prusianos que, bajo el mando de L'Estocq, se encontraban aún sin entrar en combate, y sabiamente, decidió retener a la Guardia como reserva. Durante la tarde, Soult, Augereau y Murat trataban de mantener las posiciones mientras Davout, asistido por la Saint-Hilaire, doblegaban una y otra vez a los rusos y les hacían retroceder. A las 15:30, parecía que la cohesión del ejército ruso estaba a punto de romperse.

### El refuerzo de las tropas prusianas de L'Estocq
Mientras tanto, las fuerzas prusianas de L'Estocq se habían aproximado y pasado tras las posiciones rusas, recabando fuerzas al recolectar los desechos de las tropas rusas y agregándolos a los 9.000 soldados prusianos. A las 16:00, L'Estocq cayó sobre el flanco expuesto de Davout, y los animados rusos pronto lanzaron un nuevo ataque sobre el ala opuesta. Durante las siguientes tres horas, Davout se vio forzado a retroceder a su posición original y de nuevo parecía que Napoleón podría ser vencido, a menos que consiguiera recabar más ayuda.
Por razones no explicadas, el Emperador fracasó al querer avisar al Mariscal Michel Ney la noche anterior, y sólo envió un mensajero a las 8:00 del día 8. Aunque a corta distancia de la batalla, la densa nieve había atenuado el sonido de los cañonazos, y Ney estaba completamente desinformado de lo que sucedía hasta que el mensajero llegó sobre las 14:00. La división de elite de Ney llegó al campo de batalla sobre las 19:00, e inmediatamente se lanzó sobre el ala derecha de las fuerzas rusas. El amargo combate continuó hasta las 22:00, momento en que ambos bandos se retiraron poco a poco.

## Resultado
Tras 14 horas de batalla continuada, no había otro resultado que una enorme pérdida de vidas. Las voces autorizadas difieren en las cifras, aunque se estima que las bajas rusas fueron de aproximadamente 20.000 hombres, y las francesas de alrededor de 25.000 hombres. A las 23:00, Begnissen decidió retirarse y, cubierto por los cosacos, el ejército ruso comenzó a replegarse sigilosamente. Los exhaustos franceses no tuvieron noticia de ello hasta las 3:00 y no estaban en condiciones de iniciar la persecución. Técnicamente, los franceses habían ganado la posesión del campo de batalla: nada más que un extenso campo de nieve manchada por la sangre de miles de cadáveres congelados. Habían sufrido enormes pérdidas, y habían fracasado en su objetivo de destruir al ejército ruso.

## Nombre actual
La ciudad fue renombrada como Bagrationovsk en 1945, en honor al general que había comandado el ejército ruso durante la campaña, Piotr Bagratión. Actualmente esta ciudad pertenece al óblast ruso de Kaliningrado.